# Mikulášovice
Mikulášovice är en stad i Tjeckien.   Den ligger i regionen Ústí nad Labem, i den norra delen av landet, 100 km norr om huvudstaden Prag. Mikulášovice ligger 424 meter över havet och antalet invånare är 2 375.
Terrängen runt Mikulášovice är platt åt nordost, men åt sydväst är den kuperad. Runt Mikulášovice är det ganska tätbefolkat, med 60 invånare per kvadratkilometer. Närmaste större samhälle är Rumburk, 13,6 km öster om Mikulášovice. I omgivningarna runt Mikulášovice växer i huvudsak blandskog.